# Choco-Story Brugge

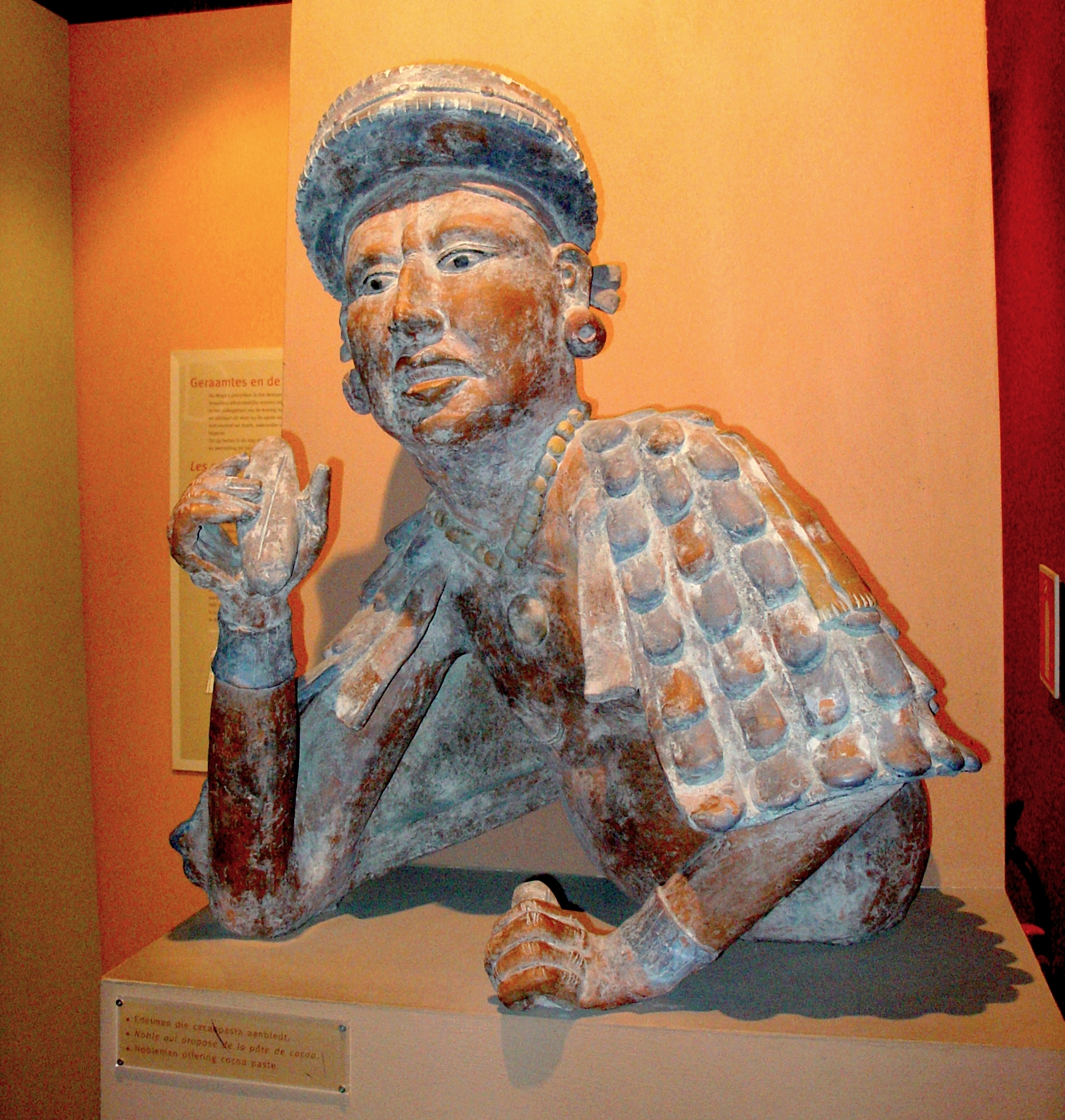
Beeld uit Choco-Story: een edelman biedt cacaopasta aan

Choco-Story Brugge is een museum in Brugge gewijd aan chocolade.
Dit chocolademuseum, gevestigd in een 15e-eeuwse vroegere wijntaveerne, het Huis De Croone, laat met objecten, demonstraties en smaaktesten zien hoe cacao wordt verwerkt tot chocolade. Aan de hand van de vele tentoonstellingsstukken wordt een beeld gegeven van de geschiedenis van de chocolade.
In het achterliggende gebouw is het lampenmuseum Lumina Domestica ondergebracht, dat zo'n 6500 stukken toont uit een particuliere verzameling van binnenhuisverlichting, te beginnen met prehistorische olielampen.